# Lemmecourt
Lemmecourt település Franciaországban, Vosges megyében. Lakosainak száma 24 fő (2022. január 1.). Lemmecourt Beaufremont, Jainvillotte és Landaville községekkel határos.

## Népesség
A település népességének változása:
| Lakosok száma | 32   | 31   | 30   | 30   | 30   | 30   | 28   | 26   | 24   |
|               | 2013 | 2015 | 2016 | 2017 | 2018 | 2019 | 2020 | 2021 | 2022 |